# 女人的故事
《女人的故事》（法語：Une affaire de femmes）是一部於1988年上映的法國劇情片。該片由克勞德·夏布洛執導，並改編自瑪麗-路易絲·吉羅因瑟堡-奥克特维尔地區進行27次墮胎而於1943年7月30日送上斷頭台的真實故事，以及弗朗西斯·斯皮納的書。
電影在第45屆威尼斯影展首映，而伊莎貝·雨蓓贏得沃爾庇杯最佳女演員獎。它被導演約翰·華特斯稱為最愛電影，並在2008年馬利蘭州影展年度評選。

## 劇情
在第二次世界大战德占法国军事管辖区之下，德國戰俘保羅·拉圖爾與妻子瑪麗和兩個孩子住在一個骯髒的公寓裡。一位鄰居的丈夫也在德國，該鄰居曾懷孕並試圖墮胎。瑪麗成功地幫助了她。其他女人開始找她，而她開始收費。
在與保羅釋放後，她與他交談時透露算命先生在她的未來中看到了「無非是美好的事物」，但她不願闡明還有很多女性。瑪麗坦白要成為著名歌手。然而，她已經失去了對丈夫的愛，丈夫受傷且努力保持就業，並拒絕了他粗暴而突然的性要求。
儘管他找不到工作，但在她的敦促下，他租了一個更大的公寓。瑪麗繼續從事非法生意，並白天時讓妓女使用臥室。當其中一項墮胎出錯時，而導致那名婦女死亡並使她絕望的丈夫自殺。
瑪麗擺脫了悲劇，並雇了一個女傭來幫助。她拜訪一位音樂老師，並告訴她的嗓音很棒。
她還與合作人開始白天的戀情，並且吩咐女傭如果她和保羅上床可以加薪。保羅在早點回家時目睹了瑪麗和她的愛人上床後，對這種安排感到不滿意，他向警方發送了匿名信，舉報了她的非法活動。
維希法國政權的最新法律堅決執行道德規範，制止人口下降，將墮胎定為叛國罪。瑪麗被判處死刑。

## 角色
- 伊莎貝·雨蓓 飾 瑪麗
- 佛朗索瓦·克魯塞 飾 保羅
- 尼爾斯·塔弗尼爾（英语：Nils Tavernier） 飾 路西恩
- 瑪麗·特蘭蒂尼昂（英语：Marie Trintignant） 飾 露露/露西
- 多明妮克·布蘭 飾 茉莉

## 獎項
1988年，伊莎貝·雨蓓贏得巴利亞多利德國際電影節和威尼斯电影节的最佳女演員獎。1989年，電影贏得波哥大電影節金前哥倫比亞圈、洛杉磯影評人協會最佳外語片（與《遠方的聲音》共享）、國家評論協會格里菲斯獎最佳外語片和紐約影評人協會最佳外語片。1990年，它贏得聖喬迪獎、堪薩斯城電影評論家獎最佳外語片，並入圍金球獎最佳外語片。電影無緣代表法國參選奧斯卡獎最佳外語片，反而提交了《羅丹與卡蜜兒》。

## 外部鏈接
- 互联网电影数据库（IMDb）上《女人的故事》的资料（英文）
- AllMovie上《女人的故事》的资料（英文）
- 豆瓣电影上《女人的故事》的資料 （简体中文）